# Henry Delage
Pour les articles homonymes, voir Delage.
Henri Jean Delage dit Henry Delage, né le 6 août 1926 à Cambes (Gironde) et mort à Blaye le 10 avril 2015, est le naisseur, propriétaire et éleveur du cheval de concours de saut d'obstacles (CSO) Jappeloup. À la suite des succès de Jappeloup, ce restaurateur bordelais crée une marque de vêtements et de vin au nom du cheval. Il est le fondateur du Jumping international de Blaye dont il était président d'honneur,. Il était président d’honneur de l’ADECSA (Association des éleveurs de chevaux de sport d'Aquitaine) depuis l'Assemblée Générale du 5 octobre 2009.

## Biographie
Né d'une famille modeste, Henry Delage perd son père à l'âge de 2 ans. Très bon élève, il est néanmoins obligé d'arrêter l'école à l'âge de 12 ans pour aider sa mère à subvenir aux besoins de la famille. Il commence à travailler en tant que jardinier et enchaîne les petits emplois. « J'étais tour à tour arboriculteur, bouvier, vigneron. J'ai longtemps poussé la charrue derrière les bœufs » dit-il. C'est chez les Rougier qu'il approche son premier cheval, ce qui le motive à devenir éleveur.
En 1945 à l'âge de 18 ans, il participe à la libération du Front du Médoc. Il devient exploitant forestier dans la région blayaise, puis s'investit dans la restauration, créant divers établissements à Bordeaux et dans sa banlieue.[réf. nécessaire]

## Jappeloup
Henry Delage, croyant posséder un futur bon sauteur, le montre à Pierre Durand, qui n'est pas de son avis : « Trop petit » déclare-t-il, déclinant la proposition de le monter. À 4 ans, Jappeloup mesure 1,58 m au garrot, ce qui ne correspond pas à la taille habituelle des chevaux les plus performants sur les terrains de CSO.
Un an plus tard, Pierre Durand revoit le cheval sauter sur un terrain de concours et, impressionné par ses performances, contacte Henry Delage pour en devenir le cavalier attitré ; peu de temps après, le tandem remporte de nombreux titres, dont celui haut placé de champion olympique à Séoul en 1988, couronnement de leurs carrières.
Le nom « Jappeloup » est devenu depuis cette performance, une marque déposée par Henry Delage ; en mars 2013, Pierre Durand conteste cette décision.

## Engagements sportifs
Outre l'élevage de chevaux de sports principalement destinés aux courses hippiques, Henry Delage se lança dans plusieurs projets sportifs. En 1960, il entreprend de relancer le club de football de Reignac. « À cette époque, le stade n’est qu’un champ d’ajoncs. Avec l’aide de ses ouvriers de la scierie, ils entreprennent de tout refaire», témoigne Pierre Renou, le maire de Reignac. Henry Delage devient ensuite entraîneur du club pendant quelques années. Le stade de Reignac porte son nom.
Le football féminin étant alors inexistant en Gironde, Henry Delage vice-président du district départementale de football Gironde-Est et président de la commission de discipline durant les années 70, entreprend la création de la ligue de football féminin d'Aquitaine, qu'il préside durant seize ans. 
Cofondateur en 1977 du jumping international de Blaye, dont la première édition a lieu dans sa ferme équestre avant de déménager dans les douves de la citadelle de Blaye, il en est le président jusqu'en 2002 puis président d'honneur à vie.
Il a été président de la Fédération départementale des chasseurs de la Gironde, membre pendant les années 1990 du conseil d’administration des Girondins de Bordeaux.

## Titres et décorations
- Chevalier de l'ordre du Mérite agricole
- Médaille d'or du Ministère de la Jeunesse et des Sports
- Badge d'or de la fédération équestre internationale (FEI)